# Diores malaissei
Diores malaissei är en spindelart som beskrevs av Rudy Jocqué 1990. Diores malaissei ingår i släktet Diores och familjen Zodariidae.
Artens utbredningsområde är Kongo. Inga underarter finns listade i Catalogue of Life.